# مطار توكموك
مطار توكموك هو مطار بدأ عملياته في الخمسينات كمهبط احتياطي ويتم تحويل مسار الطائرات من مطار فرونزي خلال الظروف الجوية السيئة إليه.

## البناء
تم بناء المدرج الحالي ومحطة الركاب في فترة السبعينيات. لا يوجد في المطار مرافق أجهزة الهبوط ويعمل فقط خلال ساعات النهار.

## الأهمية
مطار توكموك غير مستخدم حاليا من قبل شركات الطيران التجارية. ويعتبر المطار بمثابة مطار احتياطي في وادي تشوي.